# Jorge Armestar
Jorge René Armestar Marroquín (Lima, Perú, 24 de octubre de 1983) es un fotógrafo peruano afincado en España. Aunque su actividad principal es el fotoperiodismo, ha realizado numerosas incursiones en el mundo de la fotografía artística, y sus imágenes han estado presentes en exposiciones individuales y colectivas.

## Biografía
Nació en Lima y realizó sus estudios básicos en el barrio limeño de Barranco. Posteriormente estudió Ciencias de la Comunicación en el Instituto Superior Tecnológico CEPEA, en Lima, que, por su vocación como fotoperiodista, completó con cursos avanzados de fotografía e imagen en e[[Museo de Arte de Lima|l Museo de Arte de la capital peruana.[cita requerida]]]

### Trayectoria profesional
Se trasladó a Mérida (Extremadura) y se incorporó como fotógrafo a la redacción de El Periódico Extremadura, decano de la prensa regional. Colabora con diversos medios, tanto locales (Voz Emérita o La Capital) como nacionales (EFE, Cinco Días, El País y Europa Press, entre otros).[cita requerida]
En 2011 se incorporó como fotógrafo oficial de la Presidencia de la Junta de Extremadura. Tras acabar su contrato en la Junta de Extremadura, en 2015, se formó como Comisario de Exposiciones en Madrid, gestionando entre otros eventos, el festival ‘Cáceres de Foto’  en los años 2016 y 2017, y su propia muestra ‘Los 20 de enero, en 2018.
Compatibiliza estas labores con trabajos puntuales como la creación de un archivo documental fotográfico (hasta ahora inexistente) sobre los más de 300 Bienes de Interés Cultural declarados en Extremadura, por encargo de la Consejería extremeña de Cultura, Turismo y Deportes, que cuenta con más de 9.000 imágenes.[cita requerida]
Su obra ha protagonizado exposiciones en toda Extremadura y también en Londres y su ciudad natal Lima.[cita requerida]

### Dimensión humana de la fotografía
Su muestra fotográfica ‘Los 20 de enero’ compuesta por 28 imágenes de gran formato sobre la festividad de Jarramplas, una celebración cargada de símbolos ancestrales realizada en colaboración con la Asamblea de Extremadura y la Diputación de Cáceres, se ubicó en la sede de la Asamblea de Extremadura. Su buena acogida obligó a prolongar su estancia, para luego hacerse itinerante y visitar las principales ciudades extremeñas y terminar luego, por expreso deseo de Armestar, en el Museo Jarramplas de Piornal.
El éxito de la muestra ‘Los 20 de enero’ llevó a Armestar a poner en marcha un proyecto que le rondaba desde hace tiempo: crear un fotolibro con las celebraciones con más raigambre en la provincia de Cáceres.[cita requerida]
Nació así ‘Alma y Memoria. Volumen 1-Provincia de Cáceres’, que incluye una decena de fiestas ancestrales, y textos de la periodista Israel Espino, especializada en tradiciones y leyendas. Es una recopilación con imágenes de gran fuerza y belleza, donde Armestar ha volcado su creatividad, siempre desde el principio de “no interferir, estar sin que se note que estás y andar muy atento para recoger el momento exacto”.
En 2023 trabajaba en el Volumen 2, que se dedicado a la provincia de Badajoz, dentro de un ambicioso plan de recoger en imágenes las tradiciones de Extremadura y sus correlaciones con las festividades de su país natal, Perú.[cita requerida]

## Exposiciones
- 2021: Exposición fotográfica individual “Alma y Memoria”. Amics de la UNESCO[7] en Barcelona. En itineraria hasta la actualidad.[8]
- 2021: Fotolibro “Alma y Memoria” - Volumen 1.[9]
- 2019: Premio Avuelapluma en reconocimiento a la trayectoria profesional.
- 2018: Exposición fotográfica individual “Los 20 de Enero”. Asamblea de Extremadura.
- 2017: Comisario del festival fotográfico “Cáceres de Foto”.
- 2016: Exposición colectiva “Selection of Excellence” organizado por Leica. Londres
- 2016: Comisario del festival fotográfico “Cáceres de Foto”. 2016. Exposición colectiva “30 años de Womad”. Cáceres.
- 2016: Exposición individual “The Festivals” organizado por London Image Festival. Londres.
- 2015: Exposición colectiva de los fotógrafos premiados por FATEX.
- 2013: Exposición fotográfica “30 años del Parlamento de Extremadura”. Parlamento de Extremadura
- 2013: II Exposición Internacional de Fotografía José Antonio Soler. Galería de Arte María Nieves Martín.
- 2011: Exposición individual “Jazz Club Polonia”. Centro Cultural Nueva Ciudad. Mérida.
- 2011: Exposición individual “Eméritos”. Museo Abierto de Mérida.
- 2005: Exposición fotográfica colectiva “Objetivo: Cáceres 2016” Asociación de la Prensa de Madrid (APN)
- 2005: Exposición Colectiva Itinerante “Perú Vivo” 17 Ciudades de Extremadura.
- 2004: Exposición Colectiva en “Jornadas Europeas Para La Creación”. Palacio de Congreso y Exposiciones de Mérida.
- 2004: Exposición Colectiva Itinerante “El día mas corto”. Almendralejo, Miajadas, Coria y Montijo.
- 2003: Exposición fotográfica colectiva “Visiones”. Museo de Arte de Lima (Perú)
- 2003: Exposición fotográfica colectiva ”Expo Arte” Museo de Arte de Lima (Perú)
- 2002: Exposición fotográfica colectiva “Mirafoto”. Miraflores. Lima (Perú)

### Otros trabajos (artes escénicas)
- 2023: Albadulake .- Gestor de campañas de comunicación y fotógrafo de la compañía desde el año 2018. Montajes: “Genoma B” y “Serrana”. Experiencia profesional en el Festival Internacional de Teatro de Cartago en Túnez y Festival Internacional de Teatro de Avignon en Francia.
- 2021: Atakama Producciones.- Fotógrafo oficial del Festival de Teatro de Alcántara  y fotógrafo del montaje “Cayo César” estrenado en el Festival de Teatro Romano de Mérida.
- 2021: Karlik Danza-Teatro. Fotógrafo del montaje “Autorretratos de Pluma y Espada” estrenado en el Festival de Teatro Clásico de Cáceres.
- 2021: Maribel Mesón Distribución y La Libélula.- Fotógrafo de compañía para el espectáculo “Las Suplicantes” estrenado en el Festival de Teatro Romano de Mérida.
- 2017 - 2019: Verbo Producciones.- Fotógrafo de compañía para los siguientes espectáculos estrenados en el Festival de Teatro Romano de Mérida: “Los Gemelos”, “Cerco de Numancia” y “Viriato”.
- 2013 - 2020: Taptc Teatro.- Fotógrafo de compañía para el festival “Augusto en Mérida” durante ocho años consecutivos con más de 45 montajes/estrenos.

## Premios y reconocimientos
- 2021 Ultimate Music Moment, otorgado por la revista PDN de Nueva York.[10]
- 2019 Premio El Capazo por su labor de difusión y registro de diferentes festividades y costumbres extremeñas.[11]
- 2019 Galardón Juan Guerrero a la trayectoria profesional, otorgado por la asociación cultural Avuelapluma[12]
- Premio Internacional Santiago Castelo organizado por UNESCO.[10]